# 亨德森波因特 (密西西比州)
亨德森波因特（英語：Henderson Point）是位於美國密西西比州哈里森縣的普查規定居民點。

## 人口
根據2020年美國人口普查的數據，亨德森波因特的面積為2.99平方千米，當中陸地面積為2.76平方千米，而水域面積為0.23平方千米。當地共有人口232人，而人口密度為每平方千米78人。